# پل خلیج چساپیک
پل خلیج چساپیک (انگلیسی: Chesapeake Bay Bridge)، با نام رسمی پل یادبود ویلیام پرستون لین جونیور (William Preston Lane Jr. Memorial Bridge)، یک پل معلق و بزرگراهی است که بر روی خلیج چساپیک در ایالت مریلند آمریکا ساخته شده است.
این پل دو دهانه دارد و بخش شرقی و غربی ایالت مریلند را از طریق بزرگراه ایالتی شماره ۵۰ به هم متصل می‌کند. دهانهٔ اصلی پل حدود ۶٫۹ کیلومتر طول دارد و از طولانی‌ترین پل‌های پیوستهٔ جهان روی آب به‌شمار می‌رود.
ویژگی‌ها:
- ساخت نخستین پل در سال ۱۹۵۲ به پایان رسید.
- پل دوم در سال ۱۹۷۳ برای کاهش ترافیک ساخته شد.
- پل دارای مسیرهای جداگانه برای رفت و برگشت است.
- از آن به‌عنوان یکی از مهم‌ترین راه‌های ترابری شرق آمریکا یاد می‌شود، به‌ویژه برای دسترسی به سواحل اقیانوسی و مناطق گردشگری مریلند.

نام‌گذاری آن به افتخار «ویلیام پرستون لین جونیور»، فرماندار پیشین مریلند که ساخت پل در دوران او آغاز شد، انجام گرفته است.